# خود واقعی و خود جعلی
خود واقعی و خود جعلی یا خود اصلی و خود کاذب (انگلیسی: True self and false self) یک دوگانگی روان‌شناختی هستند که توسط روانکاو انگلیسی دونالد وودز وینیکات مفهوم‌سازی شده‌است. وینیکات از «خود واقعی» برای نشان دادن احساس خود، مبتنی بر تجربهٔ واقعی و احساس زنده بودن، داشتن یک خود واقعی با اندک یا بدون تضاد استفاده کرد. در مقابل، «خود کاذب» به معنای احساسی از خود است که به عنوان یک نمای دفاعی ایجاد شده‌است، که در موارد افراطی می‌تواند فردی را فاقد خودانگیختگی کند یا در فرد احساس مردگی و پوچی در پشت ظاهری ناسازگار و ناتوان از واقعی بود، ایجاد کند، مانند خودشیفتگی.